# نظام حزبي سادس
تُطلق تسمية النظام الحزبي السادس على حقبة في سياسة الولايات المتحدة تلت النظام الحزبي الخامس. كما هو الحال مع أي عملية تحقيب زمني، ثمة خلاف بشأن موعد بدء النظام الحزبي السادس، بوجود آراء تحدد تواريخ بدء النظام في فترات تتراوح بين أواخر الستينيات أو السبعينيات إلى التسعينيات من القرن العشرين.

## وجهات النظر الأكاديمية
في كتابهما المعنون الأحزاب والانتخابات في أمريكا: العملية الانتخابية (2011)، يزعم المؤلفان إل ساندي مايزل ومارك دي بريور أنه ثمة لإجماع بين الخبراء على أن النظام الحزبي السادس الحالي قائمٌ على أساس السياسة الانتخابية الأمريكية منذ الستينيات:
«على الرغم من اعتقاد معظم العاملين في هذا المجال الآن أننا في ظلّ النظام الحزبي السادس، إلا أن هناك نسبة معتبرة من الخلاف بصدد كيفية وصولنا بالضبط إلى هذا النظام الجديد وخطوطه العامة. ومع هذا، يتفق المختصّون على حدوث تغيير كبير في السياسة الانتخابية الأمريكية منذ الستينيات».
يتّسم النظام الحزبي السادس بتحوّل انتخابي عن الائتلافات الانتخابية للنظام الحزبي الخامس خلال حقبة الصفقة الجديدة: أصبح الحزب الجمهوري هو الحزب المهيمن في الجنوب، والمناطق الريفية، والضواحي؛ في حين راح الحزب الديمقراطي يستقطب على نحو متزايد قاعدة انتخابية في أوساط الأمريكيين الأفارقة، واللاتينيين، والتقدميين الحضريين من البيض. كان العامل الحاسم في المعادلة هو التحول الكبير للنظام السياسي في عصر ريغان في الثمانينيات وما جاء بعدها.
وفقًا لطبعة عام 2017 من كتاب منطق السياسات الأمريكية، «النظام الحزبي السادس هو النظام الحالي الآن». رغم النقاش الدائر بخصوص تاريخ بدء النظام الحزبي السادس، فإن «الفرق الأشد وضوحًا بين النظام الحزبي الحالي وتحالف الصفقة الجديدة يتمثّل في السيطرة المتزايدة للحزب الجمهوري، والتي ظهرت جليًا في الفوز بالأغلبية 20 مرة في الكونغرس ومجلس الشيوخ في ستّ انتخابات متعاقبة (1994 – 2004)، وهو أمر غير مسبوق لم يحدث منذ النظام الحزبي الرابع، واستعادة الحزب الجمهوري للسيطرة على الكونغرس في العام 2010 ومجلس الشيوخ في 2014... وانتصاره الساحق في العام 2016».
على الرغم من ذلك، لم يظهر إلى الآن إجماع بين الاختصاصات يحدد بدقة حدثًا انتخابيًا مسؤولًا عن التحوّل في الهيمنة على الرئاسة والكونغرس منذ الكساد الكبير في الثلاثينيات، عند ظهور النظام الحزبي الخامس. نشر علماء السياسة العديد من الأعمال حول هذا الموضوع، وعمِدوا إلى بسط أحداث عصرهم بوصفها إمّا تفكك وشيك للنظام الحزبي الخامس، أو تأسيس لنظام جديد، أو الزعْم بأن هذا الانتقال قد وقع بالفعل قبل ذلك الوقت. شاعت فكرة انتهاء النظام الحزبي الخامس بشكل خاص في السبعينيات من القرن العشرين، إذ وضع البعض تاريخًا بلوغ ذلك النظام أوجَه في العام 1960.تعبّر بعض الكتابات الحالية الأخرى الدارسة للنظام الحزبي الخامس تعبّر عن إعجابها بطول فترته: استمرت الأنظمة الأربعة الأولى حوالي 30 إلى 40 عامًا لكل منها، وهو ما يعني ضمنيًا أن بدايات القرن الحادي والعشرين يجب أن تشهد نشوء النظام الحزبي السابع.
آلت نهاية الأنظمة الحزبية السابقة إلى خسارة الحزب المهيمن لمرتين على التوالي في انتخابات الكونغرس بهوامش كبيرة، إضافة إلى خسارة الانتخابات الرئاسية المتزامنة مع الانتخابات الثانية للكونغرس أو بعدها مباشرة (كما حصل في العام 1896) –وهو دليل انتخابي واضح على إعادة الاصطفاف السياسي. حدث هذا التحول بين عامي 2006 و2008 لصالح الديمقراطيين، ولكن الجمهوريين حققوا انتصارًا في انتخابات العام 2010، والذي كان أكبر فوز لهم منذ العام 1946، وحصدوا في انتخابات العام 2014 أكبر عدد من مقاعد الكونغرس منذ العام 1928.